# Капитолий (Гавана)
Национальный Капитолий в Гаване (исп. El Capitolio; El Capitolio Nacional) — здание парламента Кубы, было построено в 1929 году и выполняло свои функции до 1959 года. В настоящее время используется в качестве конгресс-центра и открыто для доступа посетителей. До 2010 года в Капитолии размещалась штаб-квартира министерства науки, технологии и окружающей среды и Академии наук Кубы. С 2016 года заседания Национальной ассамблеи народной власти проходят в здании Капитолия.

## История

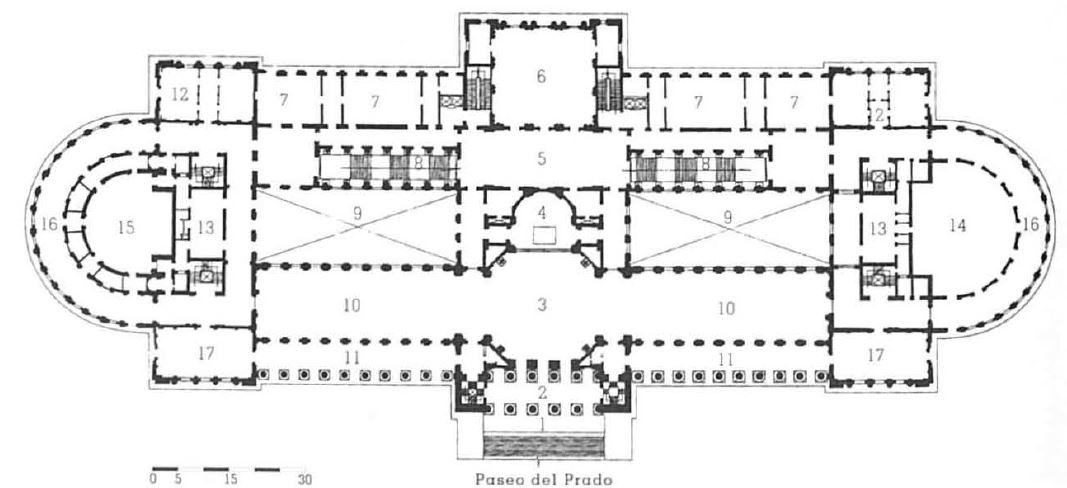
План Капитолия. 2-Входной портал, 3-Ротонда, 4-Апсида, 5-Салон Марти, 6-Библиотека, 7-Зал заседаний, 8-Лестница почёта, 9-Сады, 10-Галерея, 12- Секретариат, 14-Сенат, 15-Палата представителей, 16-Обходная галерея.

На болотистых землях, где был впоследствии возведён гаванский Капитолий, во времена испанской колонизации жили рабы. Позднее был разбит ботанический сад, открывшийся 30 мая 1817 года.
Здание Капитолия Гаваны было построено на земле, которая раньше служила железнодорожным вокзалом и принадлежала железной дороге Villanueva Railway.

### Строительство
Строительство нового здания парламента началось 1 апреля 1926 года и длилось около трёх лет. Инициатором строительства был президент Кубы Херардо Мачадо, работами руководил архитектор Эухенио Райньери Пьедра (исп. Eugenio Raynieri Piedra). Торжественная церемония открытия нового правительственного здания состоялась 20 мая 1929 года, в День независимости Кубы.
Здание имеет архитектурные черты ренессанса, своим внешним обликом напоминает как здание американского Капитолия в Вашингтоне, так и собор Святого Петра в Риме. Расходы на строительство в общей сумме составили 17 млн песо.

### Реставрация 2019 года
В 2010 году началась обширная реставрация здания. Оборудование, использованное при реставрации фасада, было закуплено у немецкой компании MD Projektmanagement, а также нанята техническая консультация. О помощи России властям Кубы в реставрации исторического здания объявила в 2016 году спикер Совета Федерации Валентина Матвиенко после встречи с первым зампредом Госсовета и Совета министров Кубы Мигелем Диас-Канелеи Бермудесом. Реставрация завершилась в ноябре 2019 года, ко дню празднованию 500-летия Гаваны. Российские реставраторы провели работы по восстановлению золотого покрытия купола здания, а также статуи Республики – позолоченной женской скульптуры высотой более 18 м, которая является третьей по величине в мире среди статуй, расположенных внутри зданий. Президент Кубы Мигель Диас-Канель во время своего визита в Москву вручил медали Дружбы российским специалистам, которые участвовали в реставрации.

## Архитектура

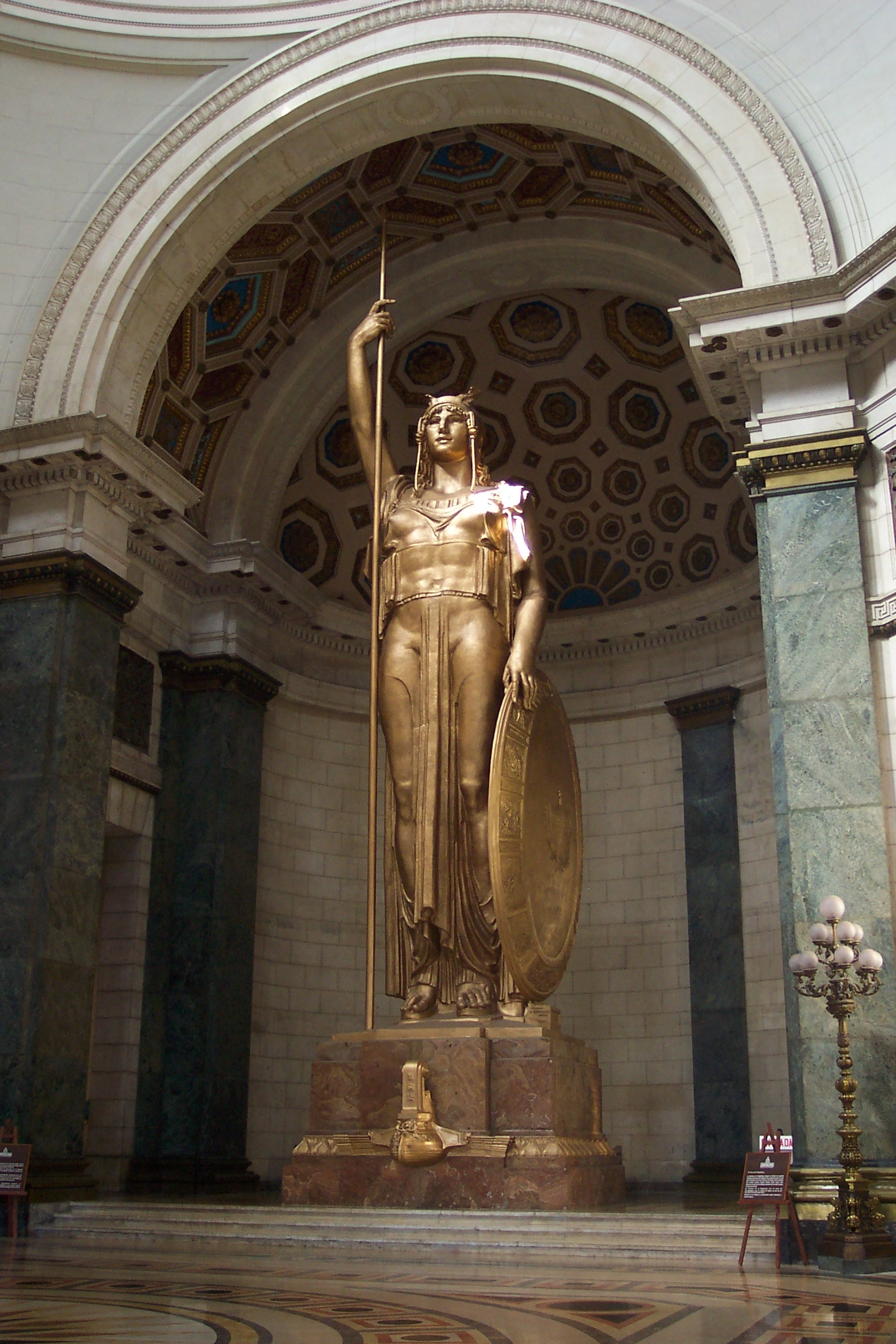
Скульптурный образ Кубы в здании гаванского Капитолия

Купол, облицованный камнем вокруг стального каркаса, построенного в Соединённых Штатах, установлен в центральной части здания, чтобы обеспечить апсиду, в которой находится статуя Республики. Купол высотой почти 92 м был самой высокой точкой города Гаваны до 1956 года. Аллегорический женский образ Республики работы итальянского скульптора Анджело Дзанелли внутри здания символизирует Республику Куба (явное подражание статуе Афины работы Фидия, находившейся в Парфеноне). Моделью для скульптуры послужила жительница Гаваны Лили Вальти (исп. Lily Válty). Залы, используемые в настоящее время для проведения конференций, получили названия по местностям, связанным с историей освободительной борьбы Кубы против испанского господства (в частности «Салон Марти»).
56 ступенек, ведущих к главному входу La Escalinata, окружены статуями высотой 6,5 м работы итальянского скульптора Анджело Занелли. Слева — Труд ( El Trabajo ), справа — Покровитель Добродетели ( La Virtud Tutelar ). Ступеньки ведут к центральному портику шириной 36 м и высотой более 16 м. В портике 12 гранитных колонн ионического ордера, расположенных в два ряда, каждая высотой более 14 м. За портиком три массивные бронзовые двери с барельефами Анджело Занелли ведущие в главный зал. Двери Капитолия украшены рельефами, на которых изображены сцены из истории Кубы начиная с её открытия Колумбом в 1492 г. и вплоть до периода строительства здания. После свержения президента Херардо Мачадо в 1933 году все упоминания о нём на рельефах были уничтожены.
В Капитолии находится отметка нулевого километра, которая символически украшена алмазом в 25 каратов, помещённым под куполом Капитолия. Алмаз якобы принадлежал последнему императору Российской империи Николаю II. Алмаз привёз в Гавану турецкий ювелир, который купил его в Париже. Несмотря на то, что алмаз лежал под непробиваемым стеклом, он был украден 25 марта 1946 года и возвратился в Капитолий лишь 2 июня 1947 года. В 1973 году алмаз был заменён на копию по соображениям безопасности и хранится в сейфе Центрального банка Кубы.
Под ротондой расположен Пантеон с вечным огнём в память о мамби погибших за независимость Кубы. В помещении находится саркофаг, окруженный шестью бронзовыми фигурами, каждая из которых представляет шесть провинций республики, а также флагами латиноамериканских стран, Испании и Португалии.

## Галерея

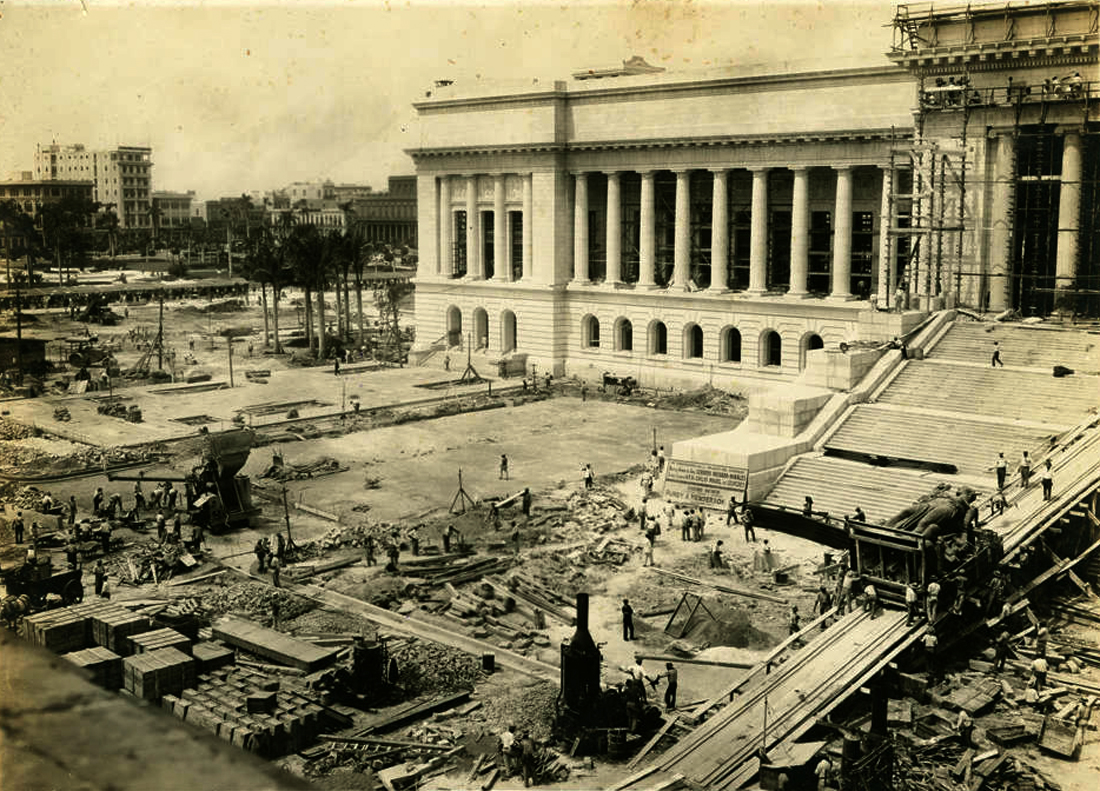
Строительство Капитолия. Подъём Статуи Республики
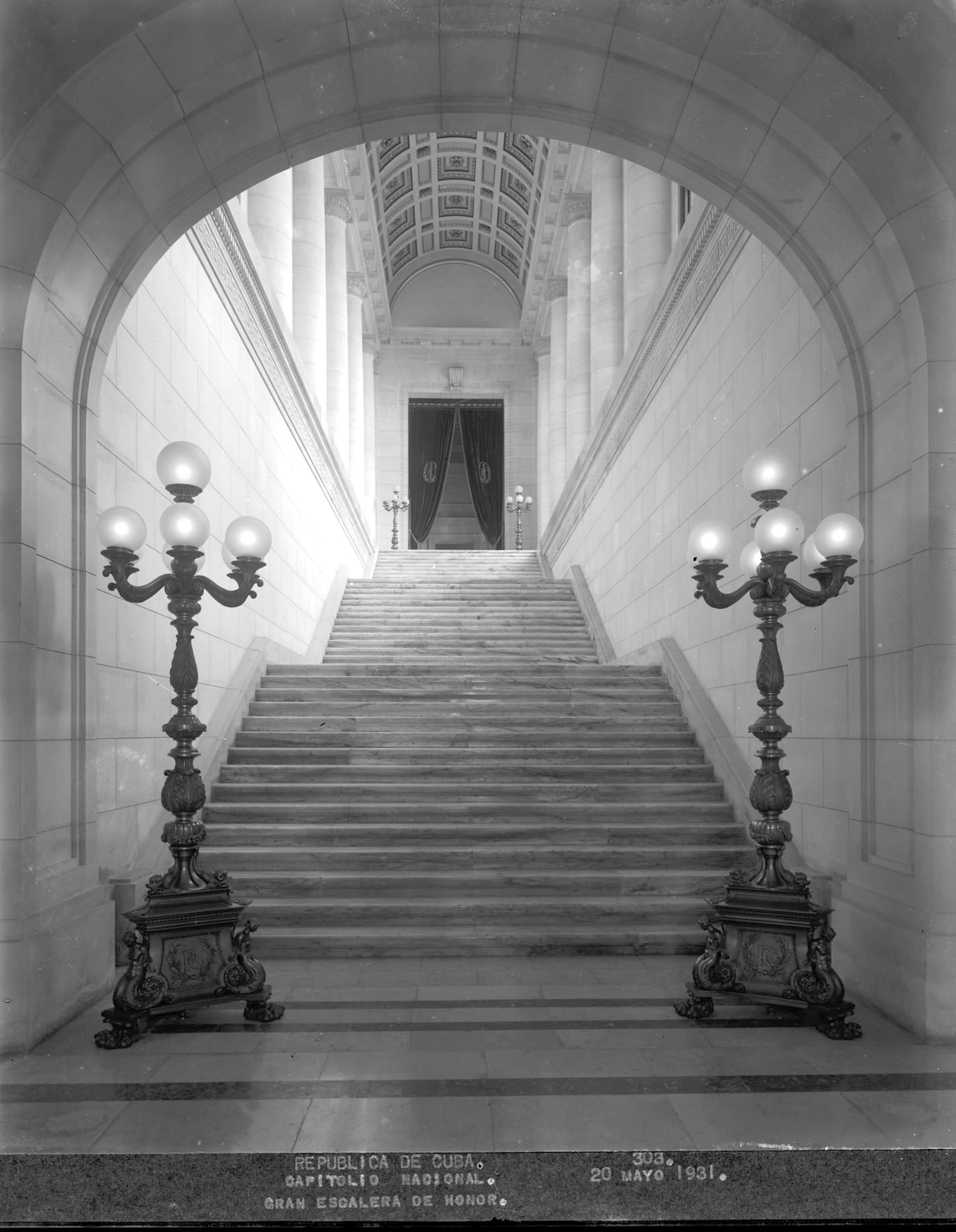
Лестница почёта
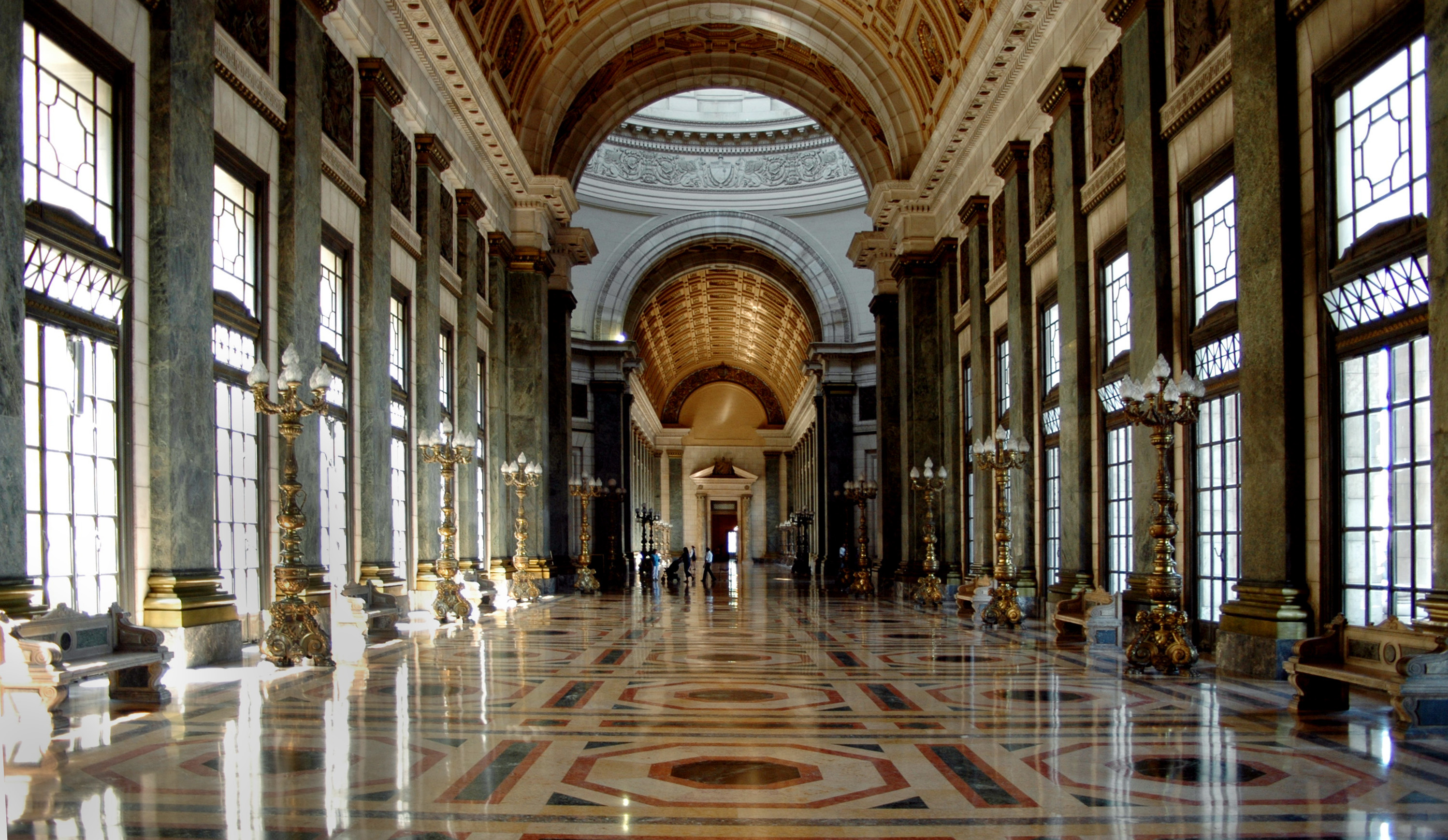
Галерея между Верхней и Нижней палатой парламента, вид в сторону ротонды
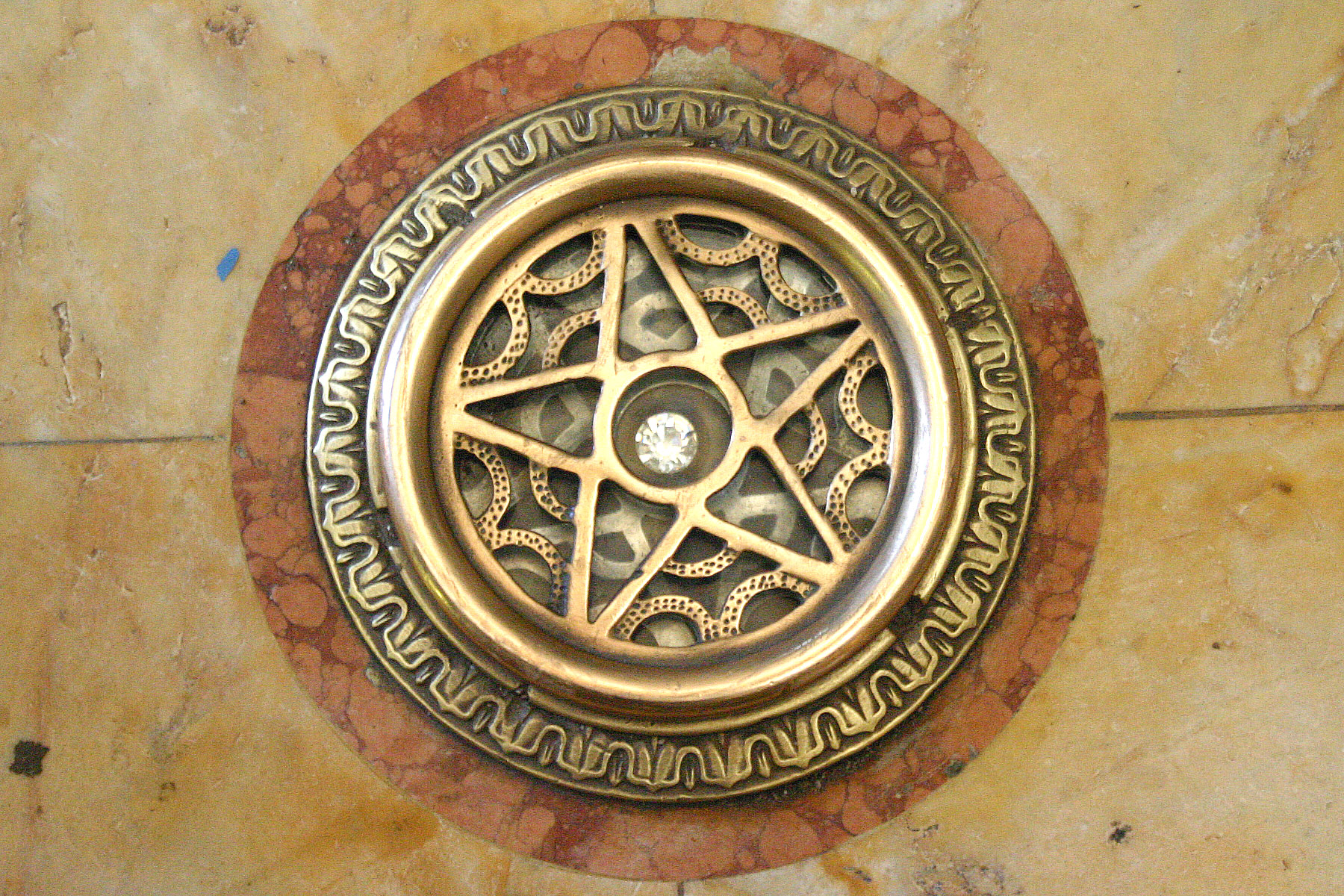
«Бриллиант» Капитолия
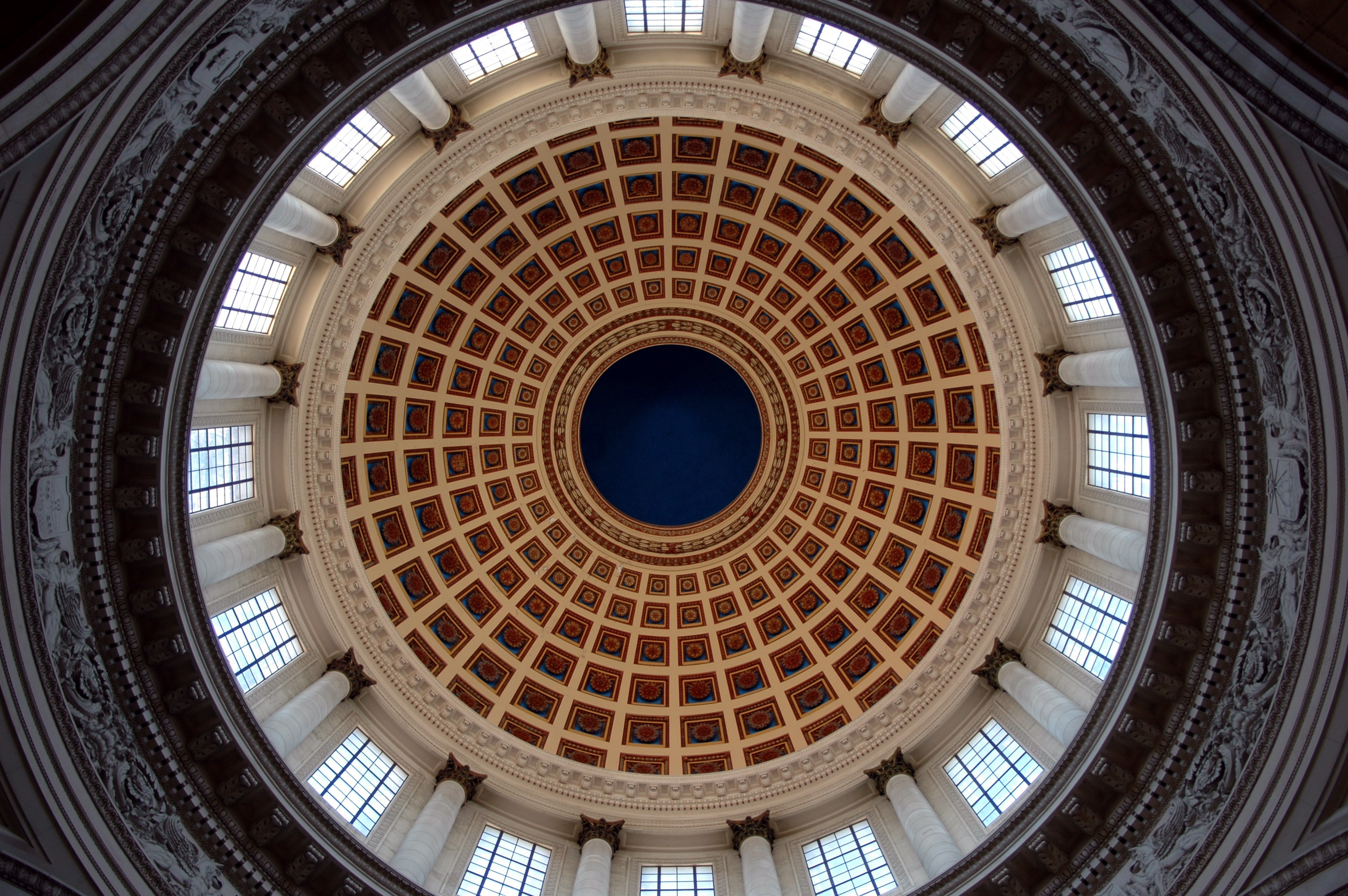
Свод купола ротонды
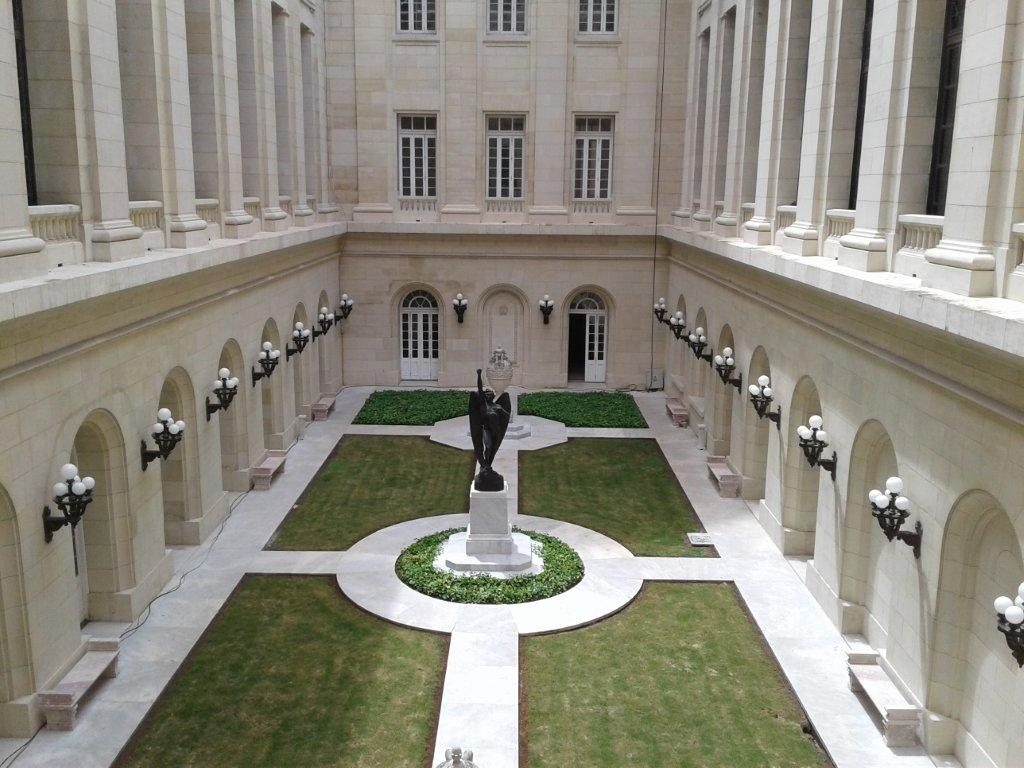
Статуя Мятежного ангела в одном из внутренних садов Капитолия
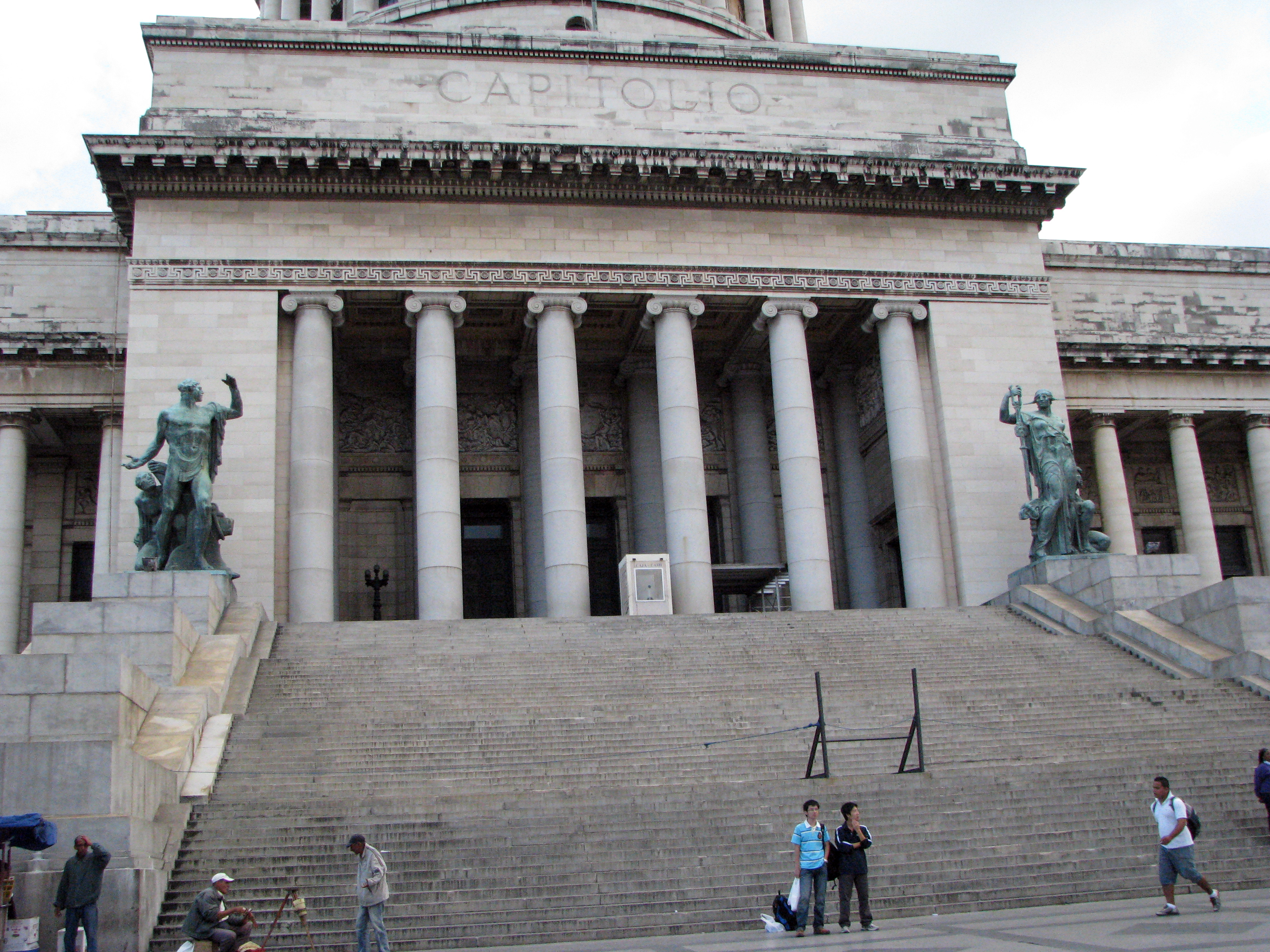
Портик Капитолия
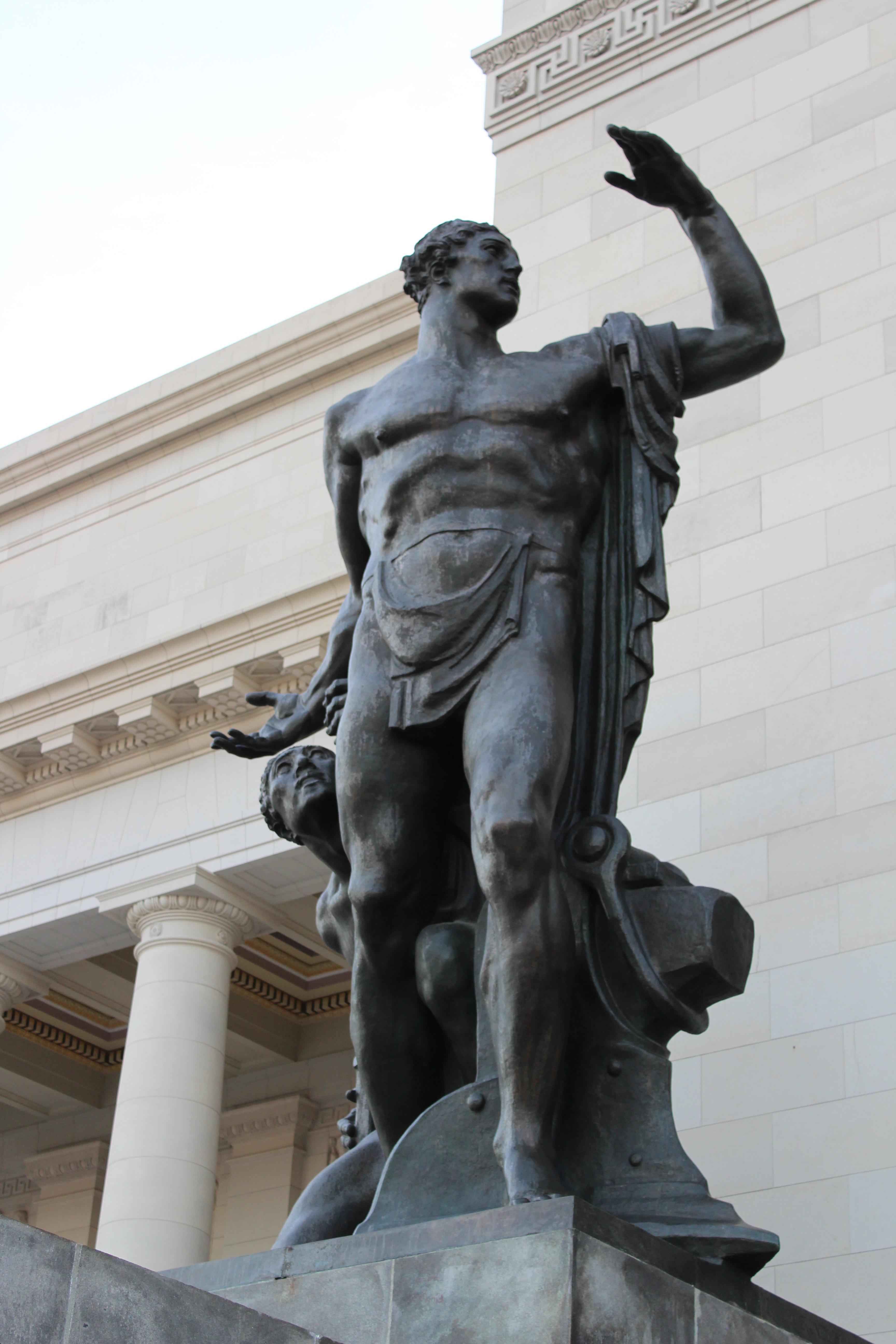
Статуя Труд (El Trabajo)
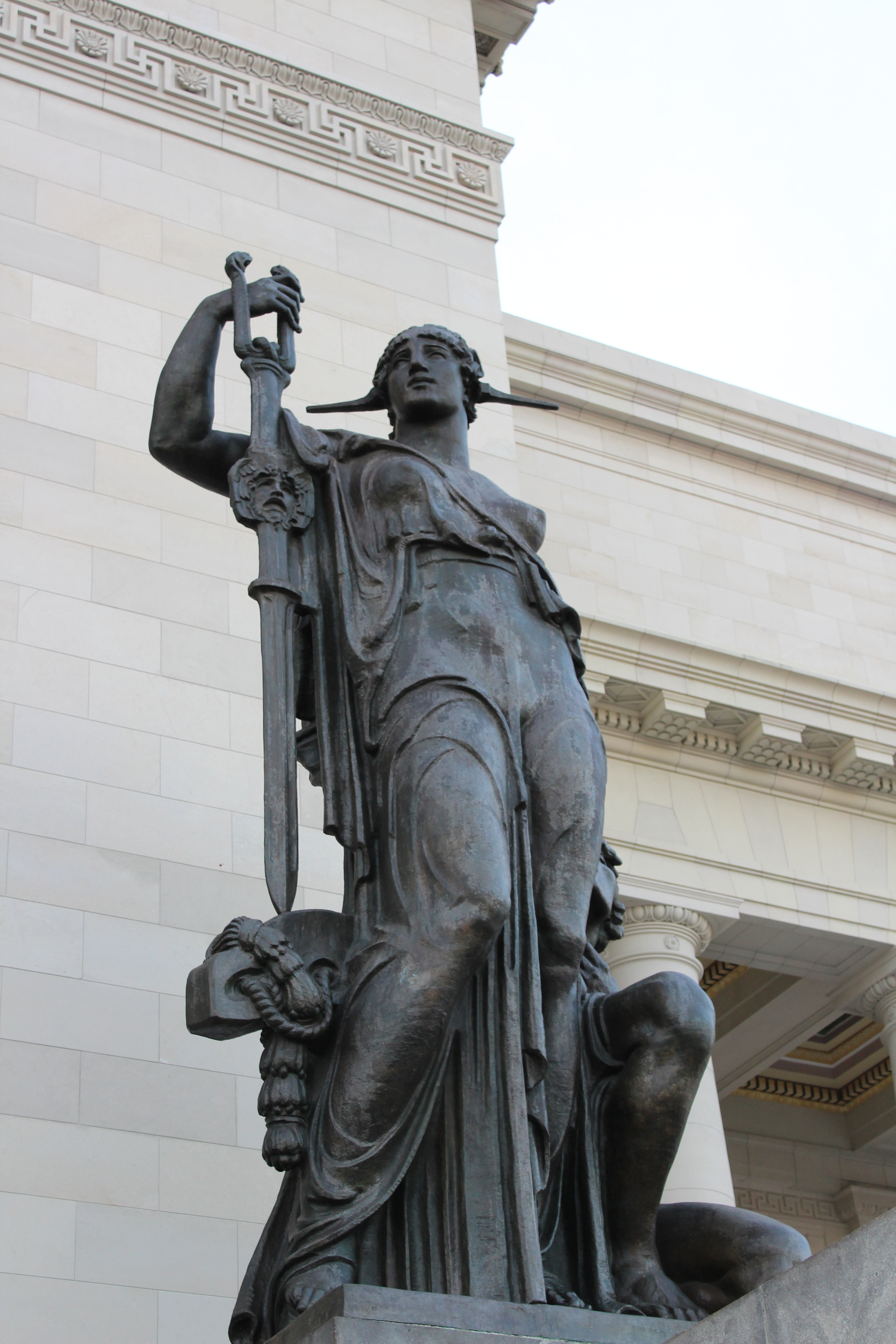
Статуя Покровитель Добродетели (La Virtud Tutelar)
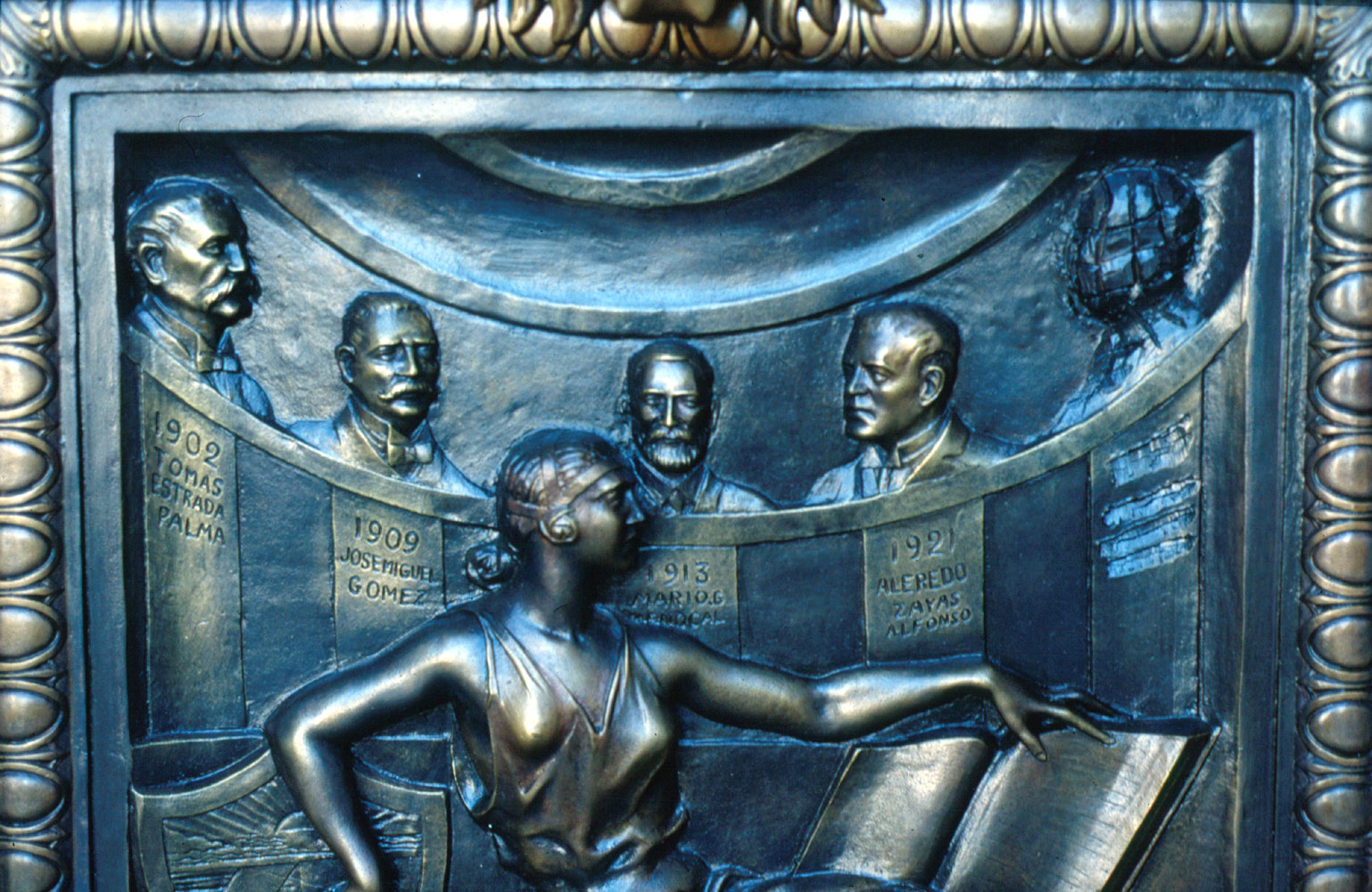
Барельеф с президентами Кубы. Портрет Херардо Мачадо стёрт
Сенат[10]
Палата Представителей[10]